# Kacelin
Kacelin verjetno član rodbine Ariboncev, je bil grof s posestmi v Furlaniji in na Koroškem ter »glavni cesarjev dvorni mojster« in »palatinski grof«, † okrog 1092 
Bil je brez otrok in se v zapisih pojavlja predvsem zaradi dveh samostanskih ustanov, ki ju je obdaril.

## Različice imena
Zaradi večjezičnega značaja območja in jezikovnih sprememb v vmesnem tisočletju se njegovo ime pojavlja v virih z različnimi črkovanji: med njimi so Kazellin, Chazelinus, Cazelin, Cacellino, Chacelo, Chazil, Chazilo, Chadalhoch, Kadeloch itd.

## Življenje in delo
Kacelin je bil verjetno sin grofa Chadalhoha Leobenskega in Isengauskega in njegove žene Irmingarde.
V listini za slovesno otvoritev samostanske cerkve v Michaelbeuernu leta 1072 je Chazile de Muosiza imenovan kot miles (vitez, fevdalec, ministerial) oglejskega patriarha Sigharda Pilštajnskega.

### Samostan Možac
V letih 1084/85 je grof Kacelin izročil svojo alodijalno posest v Možacu (Moggio Udinese) v Furlaniji oglejskemu patriarhu Frideriku, svojemu svaku, s prošnjo, da bi tam zgradil benediktinski samostan. Toda patriarh Friderik je umrl že leta 1085, zato je njegovo nalogo prevzel njegov naslednik Ulrik Eppenstajnski, ki je leta 1119 zgradil benediktinski samostan Možac s cerkvijo ter ga obdaril z grofovim alodom. To je vključevalo tudi 23 hub v bližini Gornje in Spodnje Bele, gore Sarco in prost prehod v Furlaniji, in sicer v Maranu, na gori Lanz, v Fustrizu, Adellariju, Portisu, Inganu in Bellunu. Patriarh Ulrik je dodal k ustanovi tudi svoje precejšnje premoženje. Leta 1119 je kolegijsko cerkev slovesno odprl škof Andrej iz Čedada.

### Samostan Dobrla vas
Grof Kacelin je tudi začetnik samostana Dobrla vas: v listini iz leta 1106 patriarh Ulrik potrjuje, da je grof Kacelin prenesel celotno posest s služabniki in pravicami na Oglej, namenjeno kanonikom, ki naj bi delali na njegovem grobu. Po dokumentu je bil grof Kacelin premeščen iz svojega prejšnjega groba Göthelich/Gestringa (Gösseling) v salzburški nadškofiji, ki je bil prav tako Kacelinova last, na njegov alod Dobrlo vas (Dobrendorf/Eberndorf) in pokopan v cerkvi sv. Marije. Poleg tega je bila tam zgrajena večja cerkev, namenjena vzdrževanju kanonikov s kmetijami Gestringe in Dobrle vasi ter drugih posesti in pravic. Med laičnimi pričami dokumenta so grof Werigand, Odvetnik  Krške škofije in Viljem I. Vovbrški.
Zgodovinar Karlmann Tangl je prvotno grobišče Göthelich postavil v Göttling, občina Lang, podarjeno posest, kmetijo Gohtelich, pa v Köttelach »v Pliberškem dekanatu pod Schwabeckom« (blizu Raven na Koroškem (Gutensteina) in Kotelj pri Ravnah).